# Mary Lewis (soprano)
Mary Sybil Kidd Maynard Lewis (7 de enero de 1900 – 31 de diciembre de 1941) fue una soprano lírica y actriz estadounidense que tuvo una activa carrera en musicales, óperas, vodeviles y cine durante la primera mitad del siglo veinte. Tras comenzar su carrera como corista en 1919, fue contratada por la Christie Film Company para protagonizar una serie de películas mudas cómicas realizadas en 1920, entre las que destaca A Bashful Bigamist (estrenada en 1921). Más tarde, en 1926, apareció en Vitaphone Varieties, algunas de las primeras películas sonoras producidas por Warner Bros. Su primer papel importante en el teatro fue como cantante destacada en el musical de Broadway Ziegfeld Follies of 1921. En 1923, su carrera se reorientó hacia la ópera, comenzando con su debut en la Ópera Estatal de Viena. Después de actuar en teatros de ópera europeos durante unos años, regresó a Estados Unidos para unirse a la lista de sopranos principales de la Ópera Metropolitana en 1925, donde permaneció hasta 1930.

## Primeros años

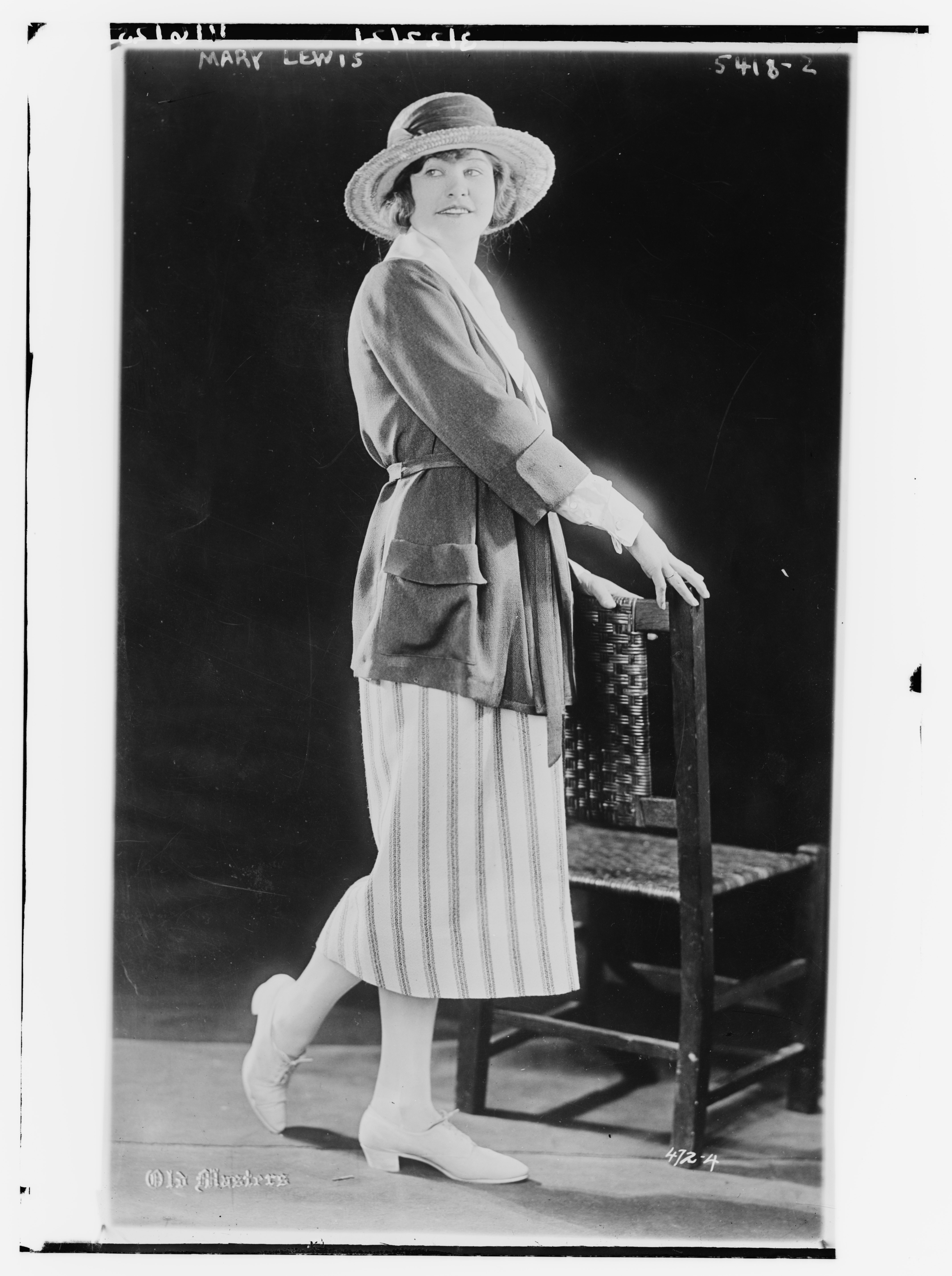
Mary Lewis, c. 1921

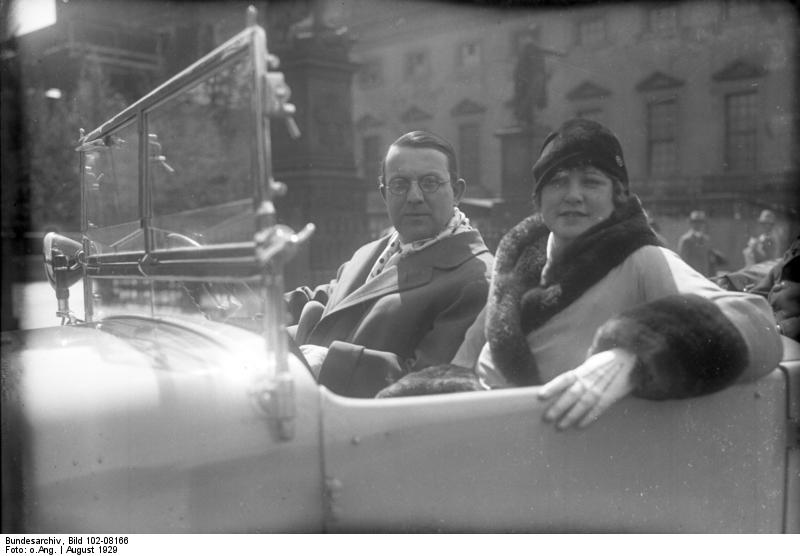
Lewis y su esposo Michael Bohnen en Alemania en 1929

Lewis nació como Mary Kidd, hija de Charles Kidd y Hattie Lewis, en Hot Springs, Arkansas o Dallas, Texas. Tenía un hermano, Joe. Tras la muerte del padre de los niños en 1899, su madre no pudo hacerse cargo de ellos y los llevó a un orfanato. Lewis encontró un nuevo hogar después de que la encontraran fuera de una iglesia mientras esperaba a un amigo al terminar el servicio. Sus padres adoptivos fueron William y Anna Fitch. (Su nombre también aparece como Frank F. Fitch.) Él era un ministro metodista y profesor de música que le enseñó a tocar el piano. De adulta, Lewis dijo que recibió "una buena educación musical" en "un hogar metodista estricto". Su padre la castigaba cuando consideraba que no había practicado lo suficiente. Bailaba sin música en su habitación, aunque "bailar estaba estrictamente prohibido". También la "azotaban severamente" por tocar música jazz en el piano. Su madre adoptiva la pillaba bailando con frecuencia y la castigaba cada vez. "Pensaba que me estaba yendo directamente al infierno," dijo Lewis más tarde. «Miró el escenario con horror."
En 1912, Lewis se escapó de la casa de los Fitch y, hasta 1915, vivió con H. F. y Carrie Auten, que tenían hijos de la misma edad que Lewis. Durante ese tiempo, asistió a la Little Rock High School. También tomó clases de música, incluyendo clases de órgano, y se convirtió en organista de la Segunda Iglesia Bautista.

## Carrera

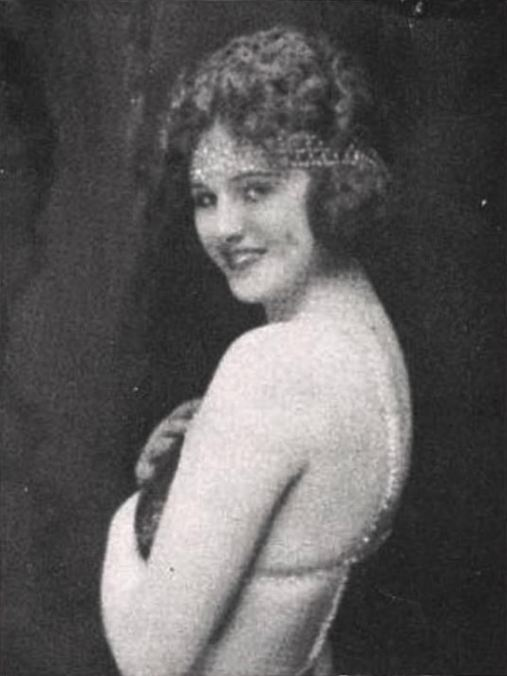
Lewis en las Ziegfeld Follies de 1921 y 1922

En 1919, Lewis se unió a una compañía itinerante del espectáculo Reckless Eve. Esto la dejó varada en San Francisco, donde comenzó a cantar en un cabaret. También trabajó en una ciudad del sur de California como parte de un grupo de mujeres que se sentaban en círculo cantando canciones, mientras los trabajadores petroleros les lanzaban dinero. Dejó ese trabajo y regresó a San Francisco, donde se unió a la compañía de vodevil Fanchon and Marco. Al Christie la vio en esas actuaciones y la contrató para aparecer en sus comedias cinematográficas. Lewis se unió al coro de The Greenwich Village Follies of 1920, y cuando se estrenó el espectáculo, ya había sido nombrada su prima donna. Se convirtió en la cantante principal de Ziegfeld Follies en 1921. Su horario de canto en el espectáculo de medianoche de las Follies le permitía disponer de tiempo durante el día para estudiar francés e italiano y estudiar música con William Thorner. También actuó en las ediciones de 1922 y 1923 de las Ziegfeld Follies.
Lewis actuó en Europa desde 1923 hasta 1925. Estudió con Jean Périer de la Opéra-Comique de París, y su gran debut en la ópera tuvo lugar cuando interpretó a Marguerite en una producción de Faust con la Ópera de Viena el 19 de octubre de 1923. A esta actuación le siguieron los papeles de Mimì en La bohème el 26 de octubre de 1923 y Micaëla en Carmen el 29 de octubre de 1923. Su debut en la ópera se produjo "poco más de un año después de haber comenzado a estudiar ópera". También actuó como The Merry Widow en París, realizó una gira por Inglaterra durante tres meses y cantó en Montecarlo. Una de sus actuaciones en Londres en The Tales of Hoffmann provocó un aplauso tan prolongado que la dirección del teatro apagó las luces hasta que "el aplauso amainó para que se pudiera escuchar a la orquesta y se reanudara la ópera". Lewis actuó en Hugh the Drover (1924) cuando se estrenó, interpretando el papel de Mary. Lo más destacado de esa ópera se incluyó en las grabaciones que realizó para la Gramophone Company.
El 5 de noviembre de 1925, la Metropolitan Opera Company anunció que Lewis cantaría papeles protagonistas en la temporada 1925-1926. Los planes preveían un contrato de este tipo para la temporada siguiente, pero una oferta de la Chicago Opera Company a Lewis llevó a los responsables del Metropolitan a actuar antes de lo previsto. Su debut en el Metropolitan, el 28 de enero de 1926, la presentó como Mimì en La bohème. Su salida a escena tras ese debut provocó "el lanzamiento de ramos de flores y ramilletes de violetas desde los asientos delanteros alrededor del foso de la orquesta".
Tras su debut en la Ópera Metropolitana, Lewis realizó "una extensa gira de conciertos" y grabó arias y canciones para la Victor Talking Machine Company. Sus papeles posteriores en la Ópera Metropolitana incluyeron Antonia, Gilda, Guiletta, Julieta, Lauretta, Marguerite y Thaïs. Abandonó la organización en 1927, tras su matrimonio.

### Demanda por contrato cinematográfico
La segunda incursión de Lewis en el mundo del cine se topó con un obstáculo en 1931, cuando los estudios Pathe cancelaron su contrato con ella, alegando que había violado la cláusula moral del mismo. Como resultado de la cancelación, Lewis no rodó ninguna película para Pathe y recibió 2500 dólares de los 25 000 dólares estipulados en el contrato.
Lewis respondió con una demanda por incumplimiento de contrato contra Pathe, reclamando los 22 500 dólares restantes. La respuesta del estudio fue que Lewis "no se había comportado con la debida corrección y se había emborrachado y visto envuelta en un escándalo". También afirmaba que el escándalo había disminuido la popularidad de Lewis y «mermado su capacidad de atracción". La respuesta no especificaba los detalles de las acusaciones. Afirmaba que los 2500 dólares que Lewis había recibido eran un préstamo "para que pudiera evitar ser entrevistada por los periodistas sobre los incidentes."
Al comentar las demandas, Lewis (que estaba de gira por Europa con una ópera) se describió a sí misma como "una buena chica" y dijo: "Recientemente he obtenido una sentencia de divorcio provisional y en agosto obtendré la sentencia definitiva. Pero pregúntele a mi esposo si soy inmoral. Él ni siquiera quiere el divorcio."
El contrato llamó la atención inicialmente en 1930, cuando se grabó en una película sonora — siendo la primera vez que se utilizaba este tipo de documentación en lugar de un acuerdo escrito. El conflicto posterior atrajo la atención de otros actores, ya que fue una de las primeras acciones legales para hacer cumplir la cláusula moral que se había convertido recientemente en una parte estándar de la mayoría de los contratos de las estrellas.

## Otros espéctaculos
Lewis cantó en vodeviles, incluyendo una actuación en el Palace Theater de Detroit en noviembre de 1930. Su actuación incluyó "The Blue Danube" de Strauss y una selección de Faust reinterpretada.
Entre los programas de radio en los que Lewis apareció se incluyen The Atwater Kent Hour en la NBC y Melody Moments en la Blue Network.
En 1933, Lewis fue solista de la New York Civic Orchestra en un concierto en el Museo Brooklyn. En 1934, cantó en un recital patrocinado por el Brooklyn Institute of Arts and Sciences en la Academy of Music y en un concierto en Paterson, Nueva Jersey.
En 1936, Lewis cantó en el programa de radio de Ben Bernie en la NBC y actuó en un club nocturno de Nueva York, donde interpretó dos canciones populares y tres arias de ópera.
En 1937, Lewis protagonizó el programa de radio Concert Hall of the Air, con Rosario Bourdon dirigiendo la orquesta del concierto. Grabó 52 transcripciones eléctricas.

## Grabaciones y libro
Mary Lewis: The Golden Haired Soprano, un conjunto de dos discos compactos (Marston 52047), se publicó en 2009. El conjunto fue producido por Ward Marston y contiene "todas las grabaciones conocidas de Lewis, tanto acústicas como eléctricas", incluyendo seis temas inéditos.
Alice Fitch Zeman escribió Mary Lewis, the Golden Haired Beauty With the Golden Voice, una biografía publicada por Rose Publishing en Little Rock, Arkansas.

## Vida personal y muerte
Lewis se casó con J. Keene Lewis, su novio del instituto, en 1915. Se divorciaron en 1920 y él le pidió que no lo mencionara en ninguna publicidad. Se casó con Michael Bohnen, un barítono bajo de la Ópera Metropolitana, el 14 de abril de 1927 en la ciudad de Nueva York. Ese matrimonio terminó en divorcio el 16 de agosto de 1930 en Los Ángeles. Más tarde se casó con Robert L. Hague, ejecutivo de una compañía petrolera, que murió en 1939.
Lewis murió el 31 de diciembre de 1941 en el sanatorio Le Roy de Nueva York, a los 41 años.